# Stictoptera timesia
Stictoptera timesia är en fjärilsart som beskrevs av Swinhoe 1893. Stictoptera timesia ingår i släktet Stictoptera och familjen nattflyn. Inga underarter finns listade i Catalogue of Life.